# Causses-et-Veyran
 Causses-et-Veyran  es una población y comuna francesa, situada en la región de Occitania, departamento de Hérault, en el distrito de Béziers y cantón de Cazouls-lès-Béziers.

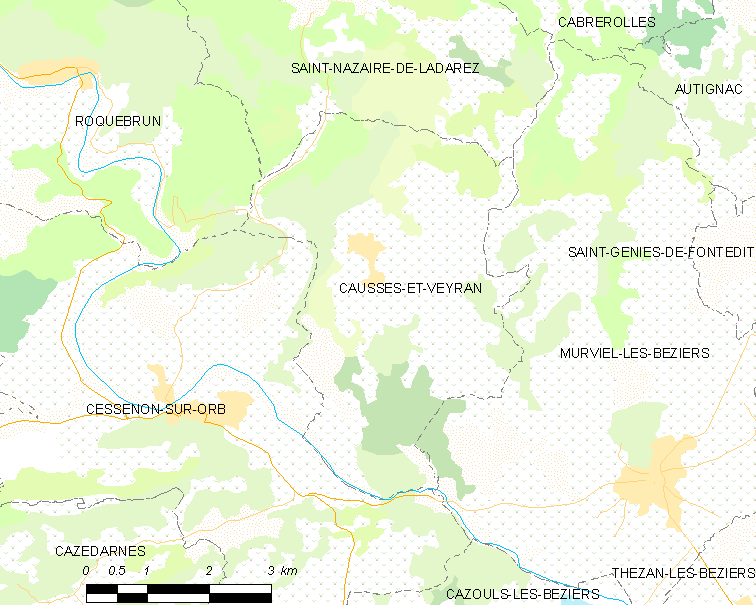
Mapa

## Demografía
| 678 | 612 | 503 | 503 | 504 | 546 | 613 |
| Para los censos de 1962 a 1999 la población legal corresponde a la población sin duplicidades (Fuente: INSEE [Consultar]) |     |     |     |     |     |     |